# Manio Manilio
Manio Manilio (en latín, Manius Manilius) fue un jurista y magistrado romano. Fue cónsul en el año 149 a. C. junto con Lucio Marcio Censorino. 

## Su praenomen y legado
El praenomen de Manilio aparece generalmente como Manio, pero algunos autores señalan que en el manuscrito de Cicerón, De Re Publica, el nombre aparece claramente escrito como •M•, que significa Marcus, y no como •M'•, lo que significaría Manius.
Marcus Manilio es uno de los oradores en De Re Publica y, en consecuencia, un contemporáneo de C. Fannius, Q. Escévola, Lelio y Escipión el Africano el Joven. Era un jurista y se le menciona por Pomponio junto con P. Mucio, Pontifex Maximus, y Bruto, como uno de los tres fundadores de la jus civile. 
Pomponio dice que Manilio escribió tres tratados, que estaban vigentes en su tiempo, y que fue consular. 

## Su consulado
Manilio, por lo tanto, parece ser el cónsul del año 149 a. C., electo con Lucio Marcio Censorino. En ese año, la tercera guerra púnica había comenzado, y Manilio y su colega fueron designados para su conducción. Ellos hicieron un ataque contra Cartago, y quemaron la flota cartaginesa a la vista de la ciudad.
La campaña de Manilio es descrita por Apiano en detalle. Cartago fue tomada finalmente por Escipión el Africano Menor, en el año 146 a. C. 
Durante su consulado, Manilio escribió a los aqueos para que le enviaran a Polibio a Lilibea, ya que requería de sus servicios. Pero al llegar a Córcira, Polibio recibió una carta de los cónsules, que le informaban de que los cartagineses habían dado rehenes, y que estaban dispuestos a obedecer las órdenes romanas, y que como consideraban que la guerra había terminado, ya no se requerían de sus servicios, por lo que Polibio volvió al Peloponeso.

## Su legado
La reputación de Manilio no se basa solo en sus servicios militares. Pomponio dice que escribió tres tratados jurídicos, mientras que Cicerón lo menciona como una persona con gran poder de oratoria. 
Entre los escritos jurídicos de Manilio había un tratado sobre las condiciones aplicables a las ventas (venalium vendendorum leges) que aparentemente era un libro de formularios. Probablemente puede haber escrito sobre otros temas además del derecho.
Las fechas de su nacimiento y muerte son inciertas. Por los antecedentes entregados por Cicerón pudo haber nacido alrededor del año 200 a. C. y murió después del año 129 a. C. 